# Masoandro
Masoandro is een geslacht van vlinders van de familie spinneruilen (Erebidae), uit de onderfamilie Lymantriinae.

## Soorten
- M. ambohimanga Griveaud, 1977
- M. itremo Griveaud, 1977
- M. peculiaris (Butler, 1879)
- M. polia (Collenette, 1936)
- M. viettei Griveaud, 1977